# Chlorophytum herrmannii
Chlorophytum herrmannii är en sparrisväxtart som beskrevs av Inger Nordal och Sebsebe Demissew. Chlorophytum herrmannii ingår i släktet ampelliljor, och familjen sparrisväxter. Inga underarter finns listade i Catalogue of Life.